# Propithecus
I sifaka (Propithecus Bennett, 1832) sono un genere di lemuri della famiglia degli Indriidae. Come tutti i lemuri, sono endemici del Madagascar.
Il nome malgascio 'sifaka' viene dalla vocalizzazione di allarme utilizzata dai Propithecus che suona appunto come shee-fa'-ka.

## Descrizione

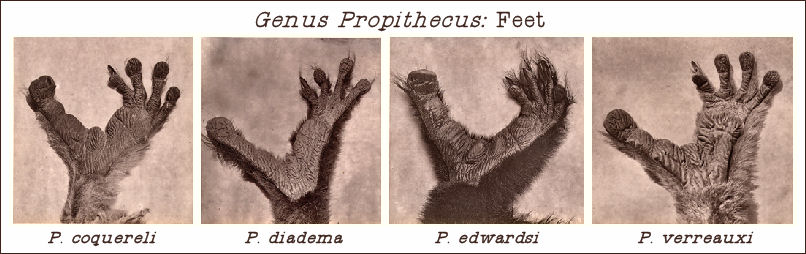
Fisionomia delle zampe posteriori di sifaka, a denotare l'alta specializzazione arboricola di questi animali.

I sifaka sono lemuri di media taglia che raggiungono una lunghezza di 45–55 cm ed un peso di 4–6 kg. La loro coda è lunga tanto quanto il corpo, il che li differenzia dal genere Indri, che ha coda insignificante. Hanno una lunga pelliccia setosa, con colorazione che varia, nelle differenti specie, dal bianco-giallastro al marrone scuro. La faccia, rotondeggiante e glabra, è sempre nera.

## Biologia

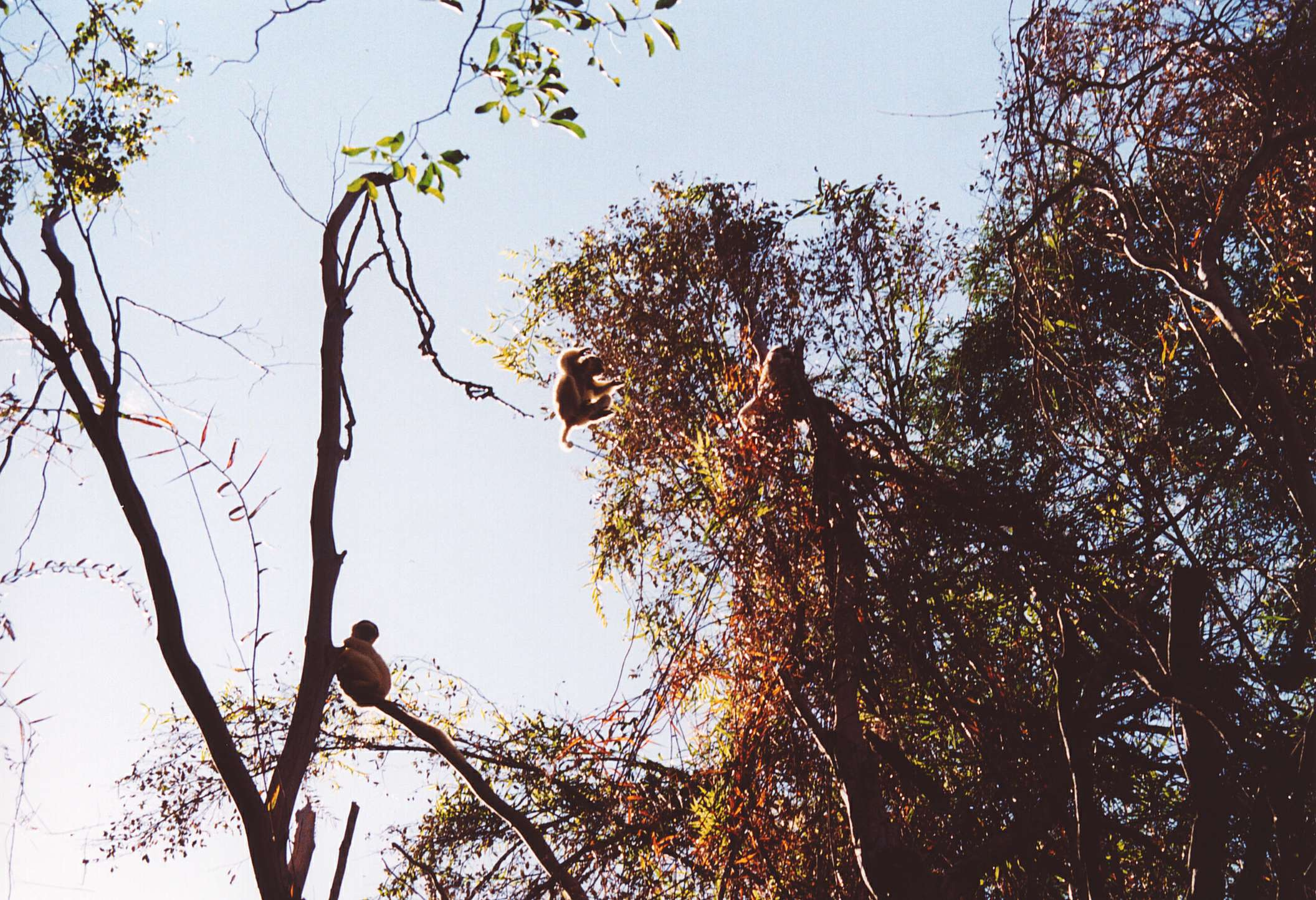
Sifaka sugli alberi del
Parco Nazionale dell'Isalo

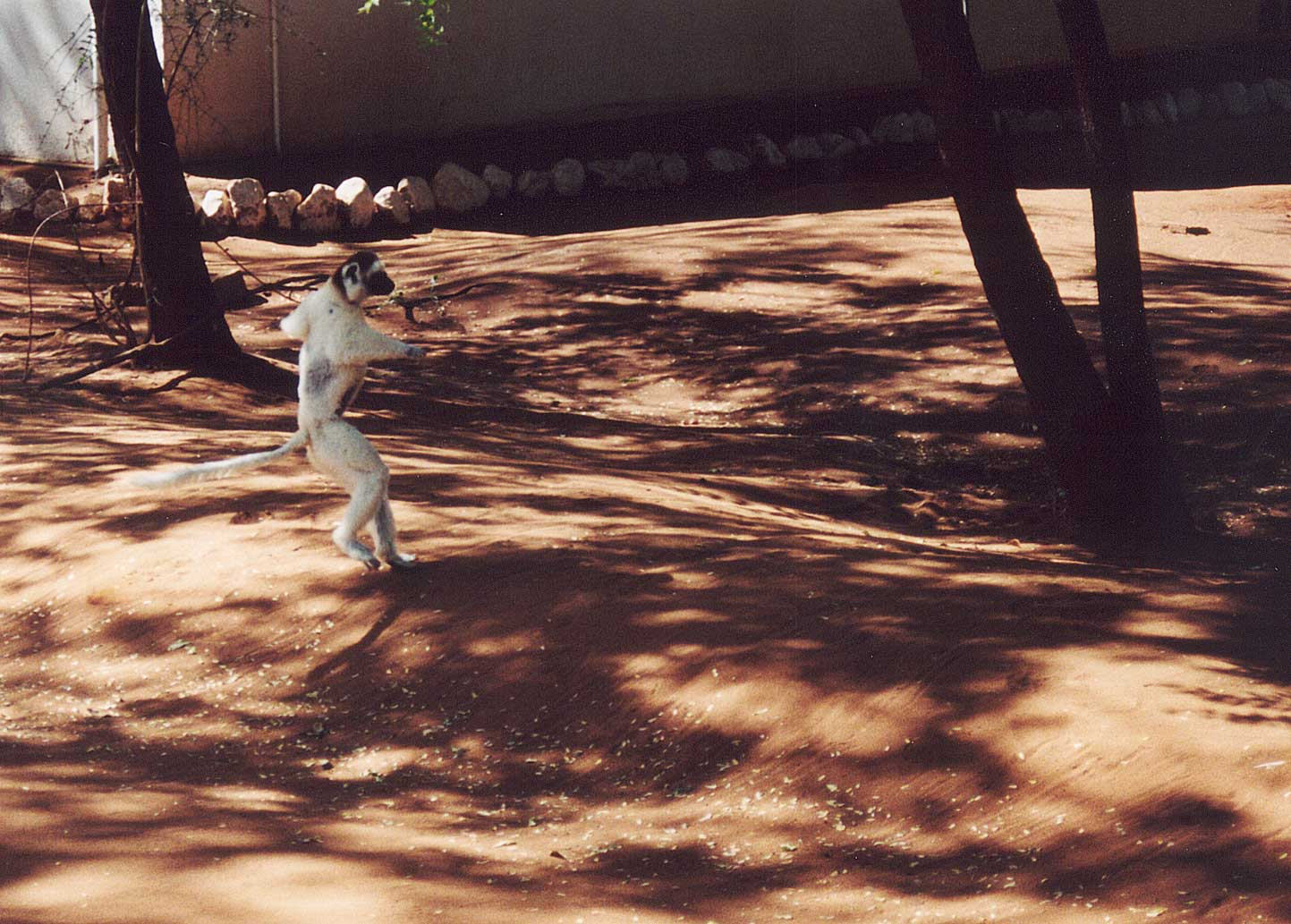
Sifaka che "danza"
Riserva naturale di Berenty

I sifaka sono animali diurni e arboricoli. Sono abili arrampicatori e potenti saltatori, capaci di compiere balzi di oltre 10 m da un albero all'altro. Sono noti soprattutto per la curiosa andatura laterale che adottano per spostarsi al suolo, una sorta di danza compiuta saltellando sugli arti inferiori, con gli arti superiori sollevati a mo' di bilancieri. Quando non sono alla ricerca di cibo amano trascorrere il tempo appollaiati sui rami a prendere il sole.
Sono animali sociali, organizzati in gruppi che contano sino a una dozzina di esemplari, con un maschio e una femmina dominanti.
Sono animali territoriali e usano marcare il territorio con secrezioni ghiandolari odorose. I confini dei territori dei diversi gruppi possono sovrapporsi. Anche se usualmente difendono il loro territorio da invasioni di esemplari della stessa specie possono convivere pacificamente con lemuri di altre specie quali Eulemur rubriventer, Eulemur fulvus e Eulemur rufus. Con alcune di esse hanno sviluppato forme di comunicazione interspecifica.
Sono erbivori, si nutrono di foglie, fiori e frutti.

### Riproduzione
Dopo un periodo di gestazione di quattro-cinque mesi danno alla luce un unico cucciolo. I piccoli trascorrono i primi mesi tenacemente attaccati alla pancia della madre e successivamente al suo dorso. Lo svezzamento avviene intorno ai sei mesi, la piena maturità viene raggiunta inrno ai due-tre anni. L'aspettativa di vita media di un sifaka è di 18 anni.

## Classificazione
Il genere Propithecus comprende le seguenti specie e sottospecie:

Gruppo Propithecus diadema:
- Propithecus candidus A. Grandidier, 1871 - sifaka candido (sinonimo:P. diadema candidus)
- Propithecus diadema Bennett, 1832 - sifaka dal diadema
- Propithecus edwardsi A. Grandidier, 1871 - sifaka di Edwards (sin.:P. diadema edwardsi)
- Propithecus perrieri Lavauden, 1931 - sifaka di Perrier (sin.:P. diadema perrieri)
- Propithecus tattersalli Simons, 1988 - sifaka dalla corona dorata

Gruppo Propithecus verreauxi:
- Propithecus coquereli A. Grandidier, 1867 - sifaka di Coquerel (sin.:P. verreauxi coquereli)
- Propithecus deckenii
  - P. deckenii deckenii (sin.:P. verreauxi deckenii)
  - P. deckenii coronatus (sin.:P. coronatus, P. verreauxi coronatus)
- Propithecus verreauxi A. Grandidier, 1867 - sifaka di Verreaux

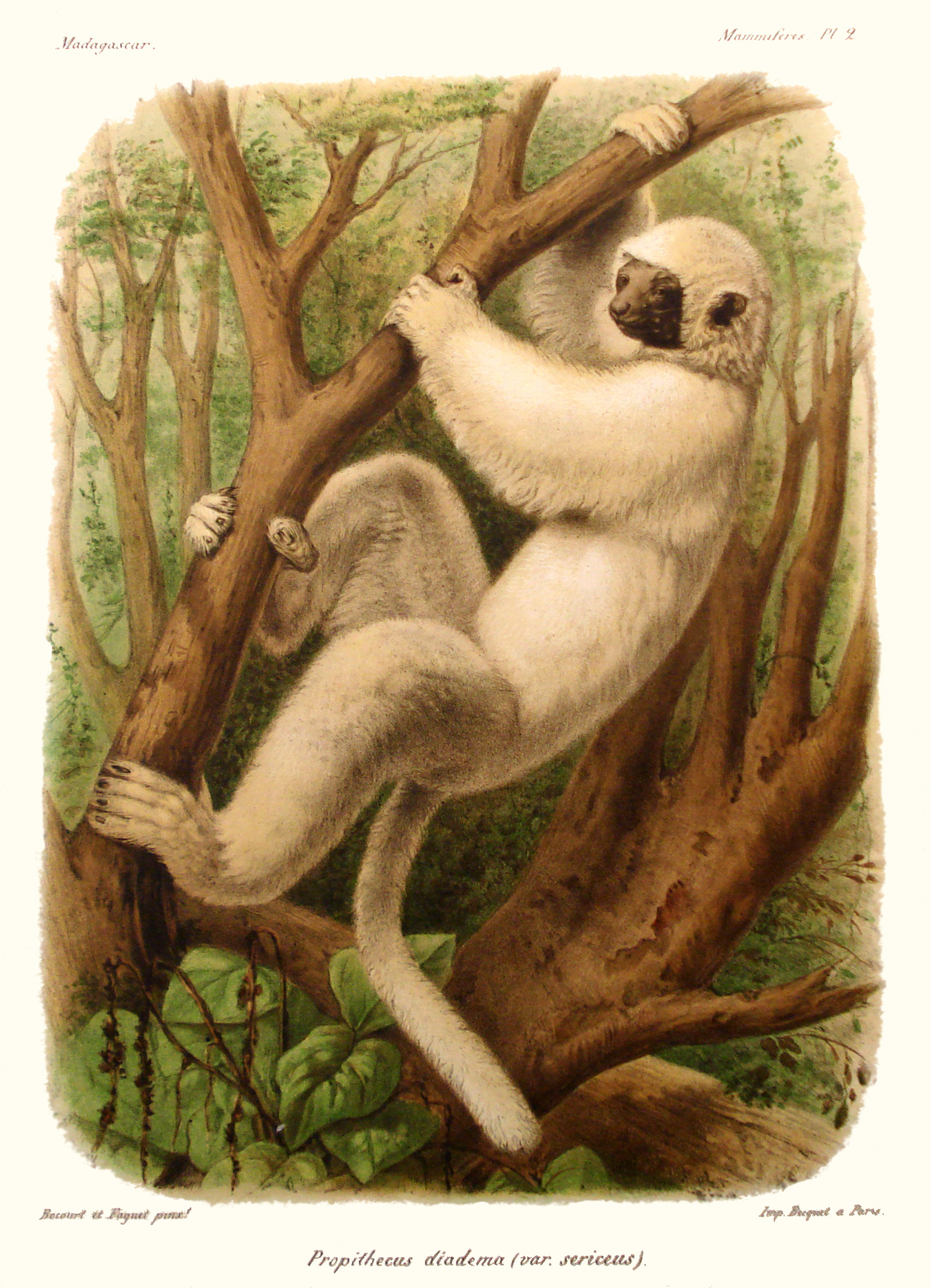
P. candidus
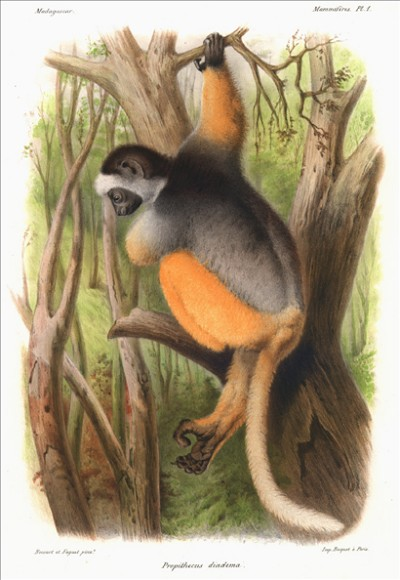
P. diadema
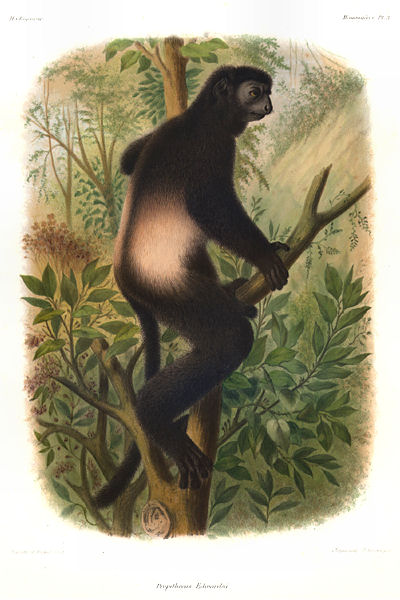
P. edwardsi
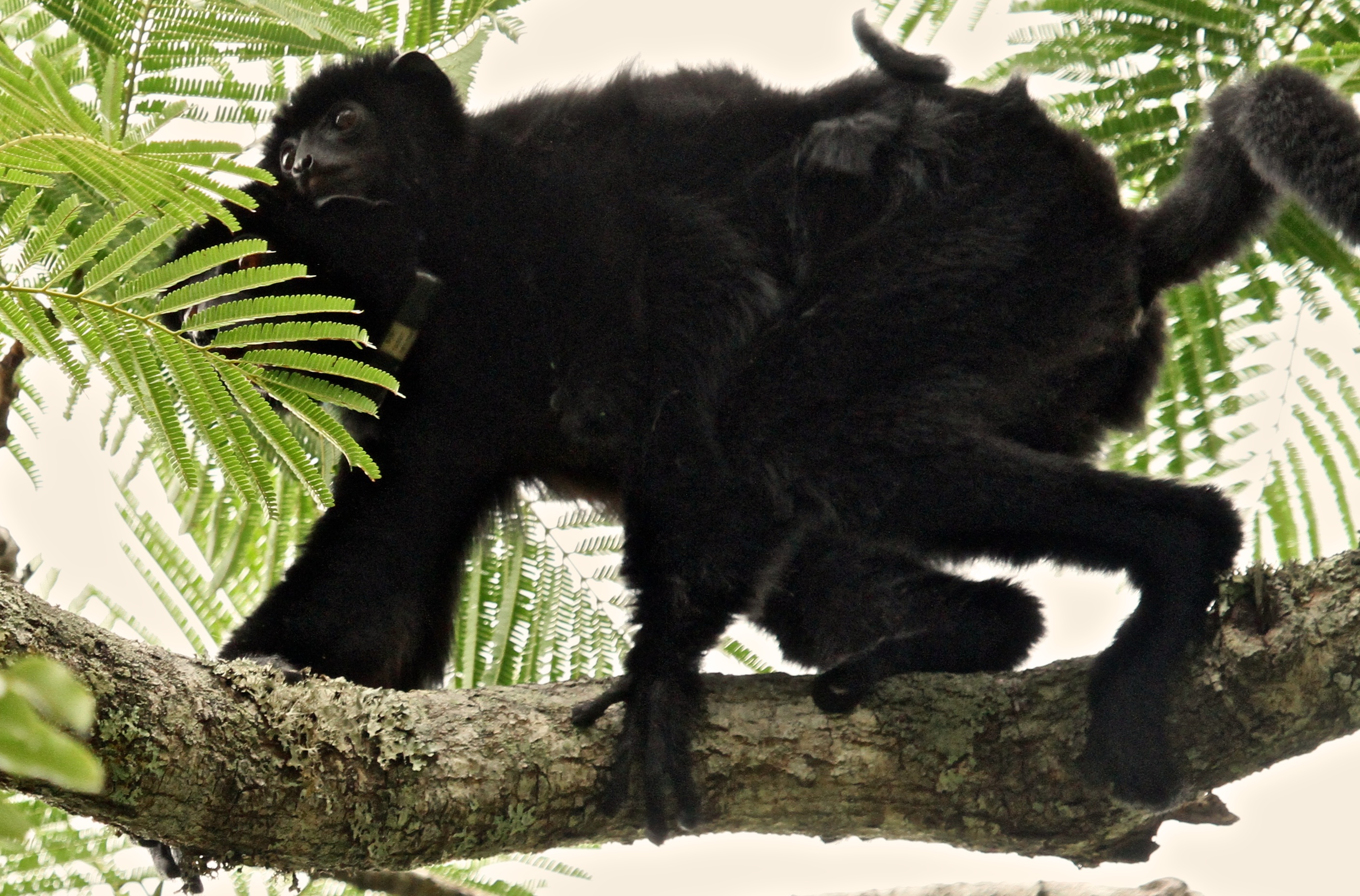
P. perrieri
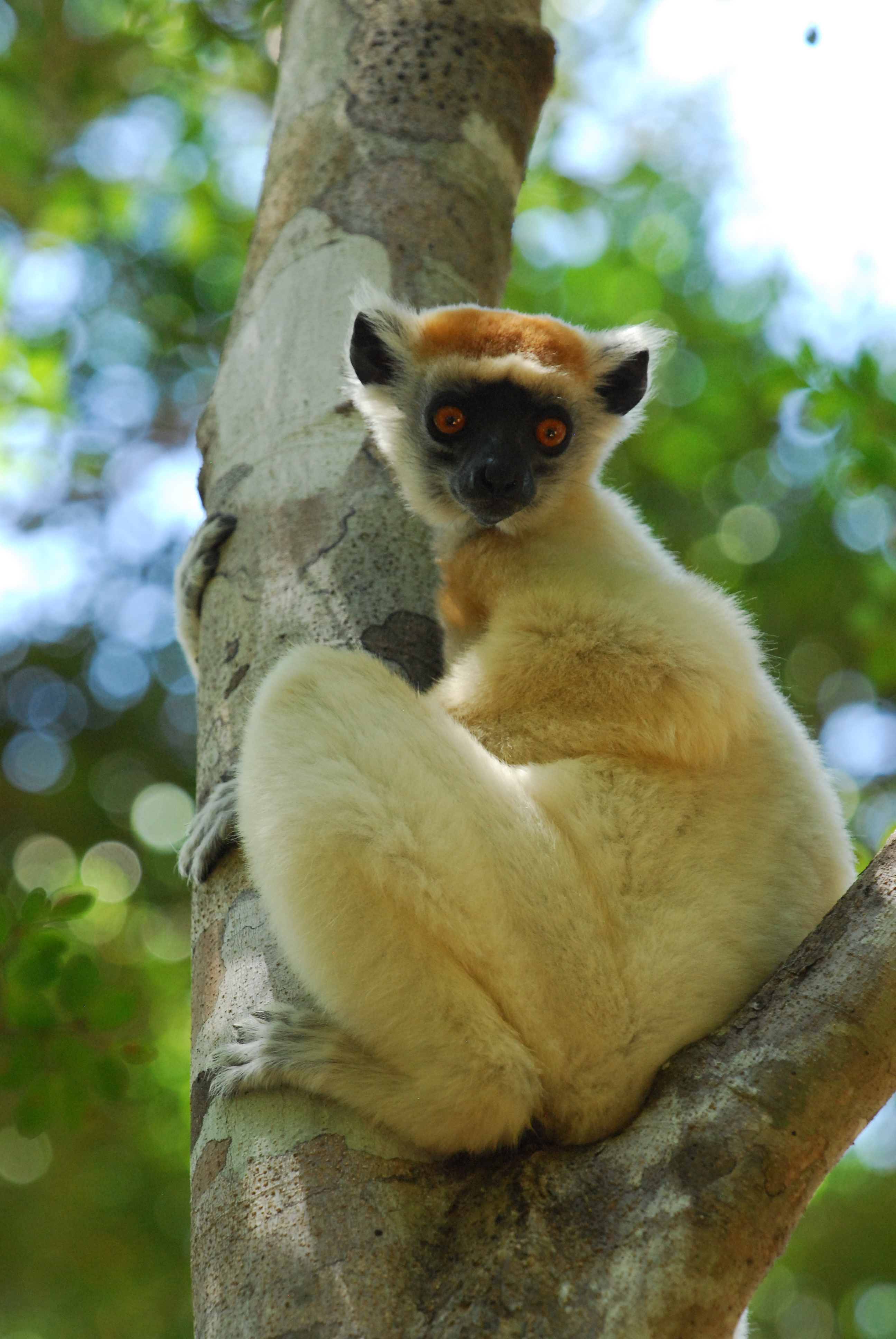
P. tattersalli
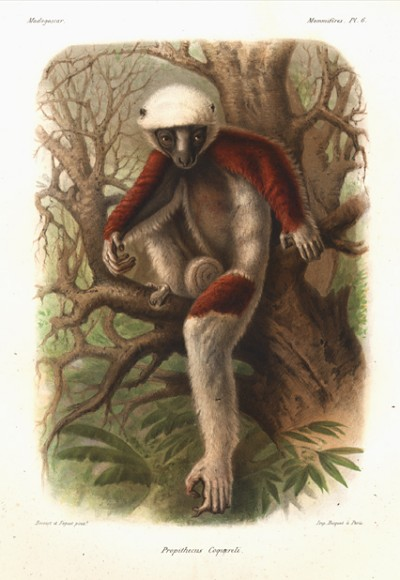
P. coquereli
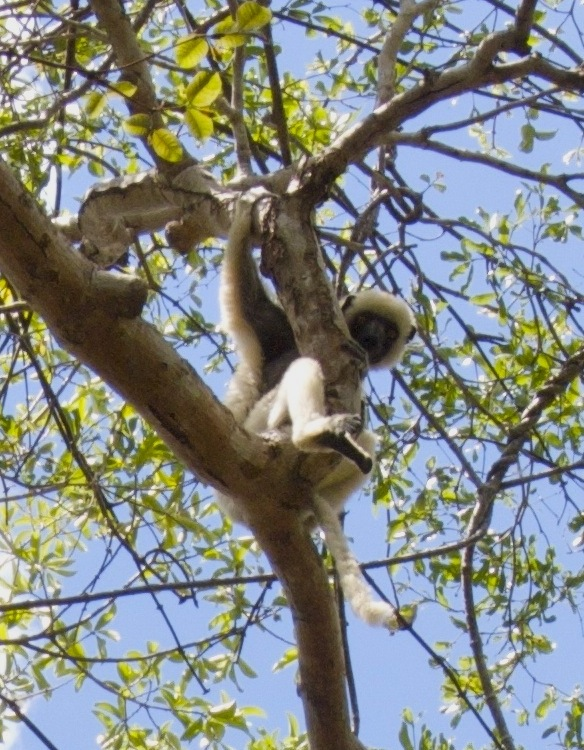
P. deckenii
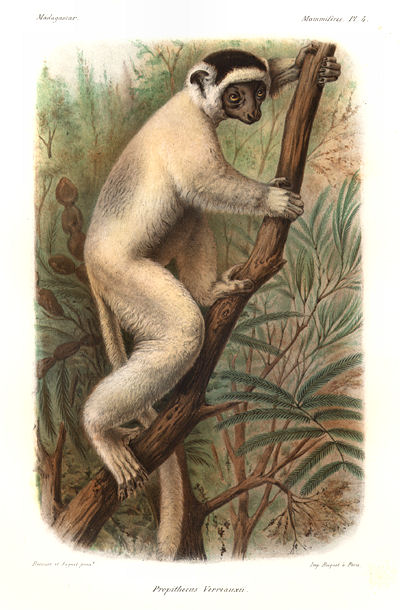
P. verreauxi

## Conservazione
La totalità delle specie di questo genere sono, a vario livello, in pericolo di estinzione.